# Shootout at Lokhandwala
Shootout at Lokhandwala è un film indiano del 2007 diretto da Apoorva Lakhia. Il film è basato su un fatto di cronaca del 1991, la sparatoria avvenuta presso il complesso Lokhandwala, fra i gangster e la polizia di Mumbai, benché i personaggi del film abbiano nomi leggermente differenti rispetto ai soggetti coinvolti nella storia vera. Il film ha scatenato tuttavia molte polemiche riguardanti la descrizione "romanzata" della vicenda. Il film è stato proiettato il 25 maggio 2007 ed ha vinto un Awards of the International Indian Film Academy nel 2008 per la prestazione interpretativa di Vivek Oberoi, giudicato miglior attore in un ruolo negativo.

## Colonna sonora
1. Sunidhi Chauhan, Anand Raj Anand – Mere Yaar – 5:01
2. Strings – Aakhri Alvidaa – 4:39
3. Mika Singh – Ganpat – 4:29
4. Sukhwinder Singh, Anand Raj Anand, Mika Singh – Unke Nashe Mein – 4:49
5. Biddu – Live By The Gun – 4:22
6. Dr.Palash Sen – Sone De Maan – 4:45
7. Mika Singh – Ganpat (Rap) – 5:47
8. Strings – Aakhri Alvidaa (Club Mix) – 6:24
9. Sukhwinder Singh, Anand Raj Anand, Mika Singh – Unke Nashe Mein (Club Mix) – 5:25